# ストリオ
ストリオ（伊: Sutrio）は、イタリア共和国フリウリ＝ヴェネツィア・ジュリア州ウーディネ県にある、人口約1,200人の基礎自治体（コムーネ）。

## 地理

### 位置・広がり

#### 隣接コムーネ
隣接するコムーネは以下の通り。
- アルタ・テルメ
- チェルチヴェント
- ラウコ
- オヴァーロ
- パルッツァ
- ラヴァスクレット
- ズーリオ

### 気候分類・地震分類
ストリオにおけるイタリアの気候分類 (it) および度日は、zona F, 3487 GGである。
また、イタリアの地震リスク階級 (it) では、zona 2 (sismicità media) に分類される。

## 行政

### 分離集落
ストリオには、以下の分離集落（フラツィオーネ）がある。
- Nojaris, Priola, Zoncolan